# Eurocard (circuit imprimé)
Ne doit pas être confondu avec Eurocard.

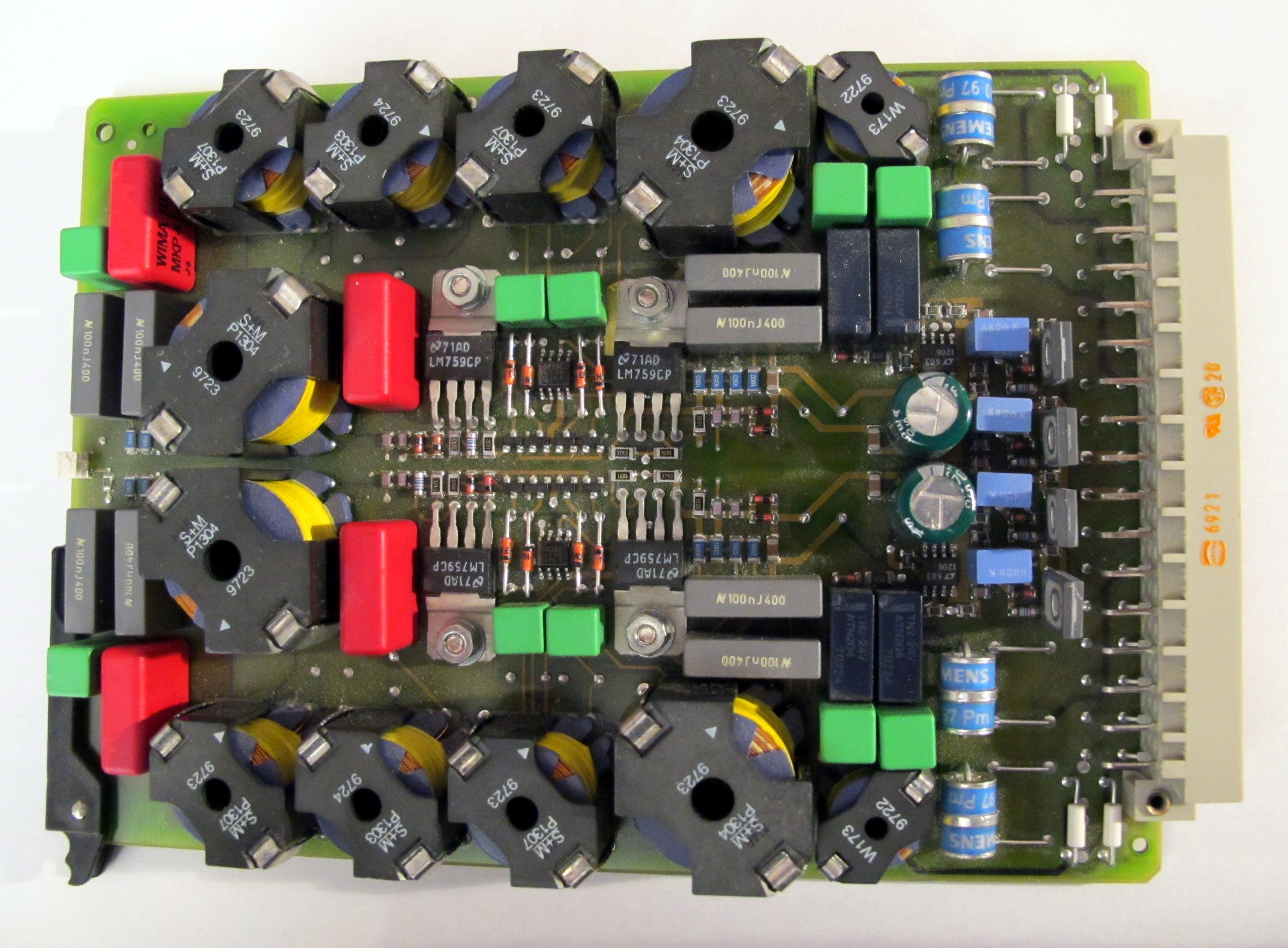
Exemple de carte Eurocard 3U. À droite : un connecteur DIN 41612.

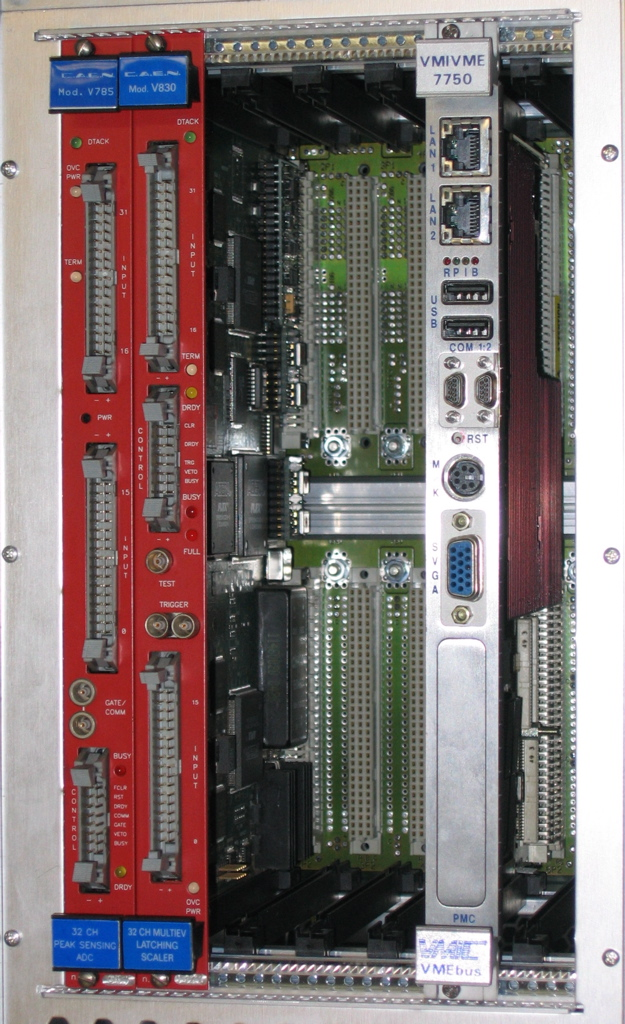
Exemple de cartes Eurocard 6U montées dans un rack 6U

Eurocard est un format européen standardisé (IEC 60297) de cartes électroniques de type circuit imprimé, destinées à être montées sur des équipements modulaires rackables dans des racks 19 pouces ou des sous-racks. Le sous-rack se compose d'une série de guide-cartes dans lesquels les cartes électroniques sont glissées jusqu'en butée comme des livres sur une étagère. À l'arrière de chaque carte se trouve généralement un ou plusieurs connecteurs électroniques qui, lorsque la carte est insérée dans le sous-rack, viennent s'enficher, par construction, sur la carte « fond de panier » ou « carte mère », disposée au fond du sous-rack.
Ce format est également désigné « format EUROPE » par certains fabricants français.

## Dimensions
Puisque les cartes sont prévues pour être installées verticalement, les significations habituelles de hauteur et de largeur sont transposées : une carte peut être « haute » de 233,35 mm, mais « large » de seulement 20 mm. La hauteur est mesurée en unités de rack, « U », avec 1 U égal à 44,45 mm. Cette dimension se réfère au cadre rackable dans lequel la carte sera montée, plutôt que la carte elle-même.
Les hauteurs de boîtier sont des multiples de 3U, avec la carte toujours 33,35 mm plus courte que le boîtier. Deux hauteurs communes sont 3U (une carte de 100 mm dans un boîtier de 133,35 mm) et 6U (une carte de 233,35 mm card dans un boîtier de 266,7 mm de hauteur). Puisque deux cartes 3U sont plus courtes qu'une carte 6U (de 33,35 mm), il est possible d'installer deux cartes 3U dans un emplacement de boîtier 6U, avec une structure de support à mi-hauteur.
L'épaisseur des cartes est spécifiée en unités nommées « HP » (horizontal pitch), 1 HP étant égal à 5,08 mm.
La profondeur des cartes démarre à 100 mm et augmente en incréments de 60 mm. Le format le plus courant est 160 mm, mais du matériel standard est disponible pour des profondeurs de 100 mm, 160 mm, 220 mm, 280 mm, 340 mm, et 400 mm.
|                                  |       |       |       |       |       | ↑ 366.7 Triple hauteur (9U)                                                                                   | ↑ hauteur de la carte +0/-0.3                                                                                 |
|                                  |       |       |       |       |       | ↑ 233.35 Double hauteur (6U)                                                                                  | ↑ hauteur de la carte +0/-0.3                                                                                 |
|                                  |       |       |       |       |       | ↑ 100 Simple hauteur (3U)                                                                                     | ↑ hauteur de la carte +0/-0.3                                                                                 |
| ← 400                            | ← 340 | ← 280 | ← 220 | ← 160 | ← 100 | Tailles valides d'Eurocard. Tailles les plus courantes en vert foncé. Dimensions en mm. Connecteurs à droite. | Tailles valides d'Eurocard. Tailles les plus courantes en vert foncé. Dimensions en mm. Connecteurs à droite. |
| ← profondeur de la carte +0/-0.3 |       |       |       |       |       | Tailles valides d'Eurocard. Tailles les plus courantes en vert foncé. Dimensions en mm. Connecteurs à droite. | Tailles valides d'Eurocard. Tailles les plus courantes en vert foncé. Dimensions en mm. Connecteurs à droite. |